# Carex yajiangensis
Espèce
Classification phylogénétique
Carex yajiangensis est une espèce de plantes du genre Carex et de la famille des Cyperaceae.